# BookTube

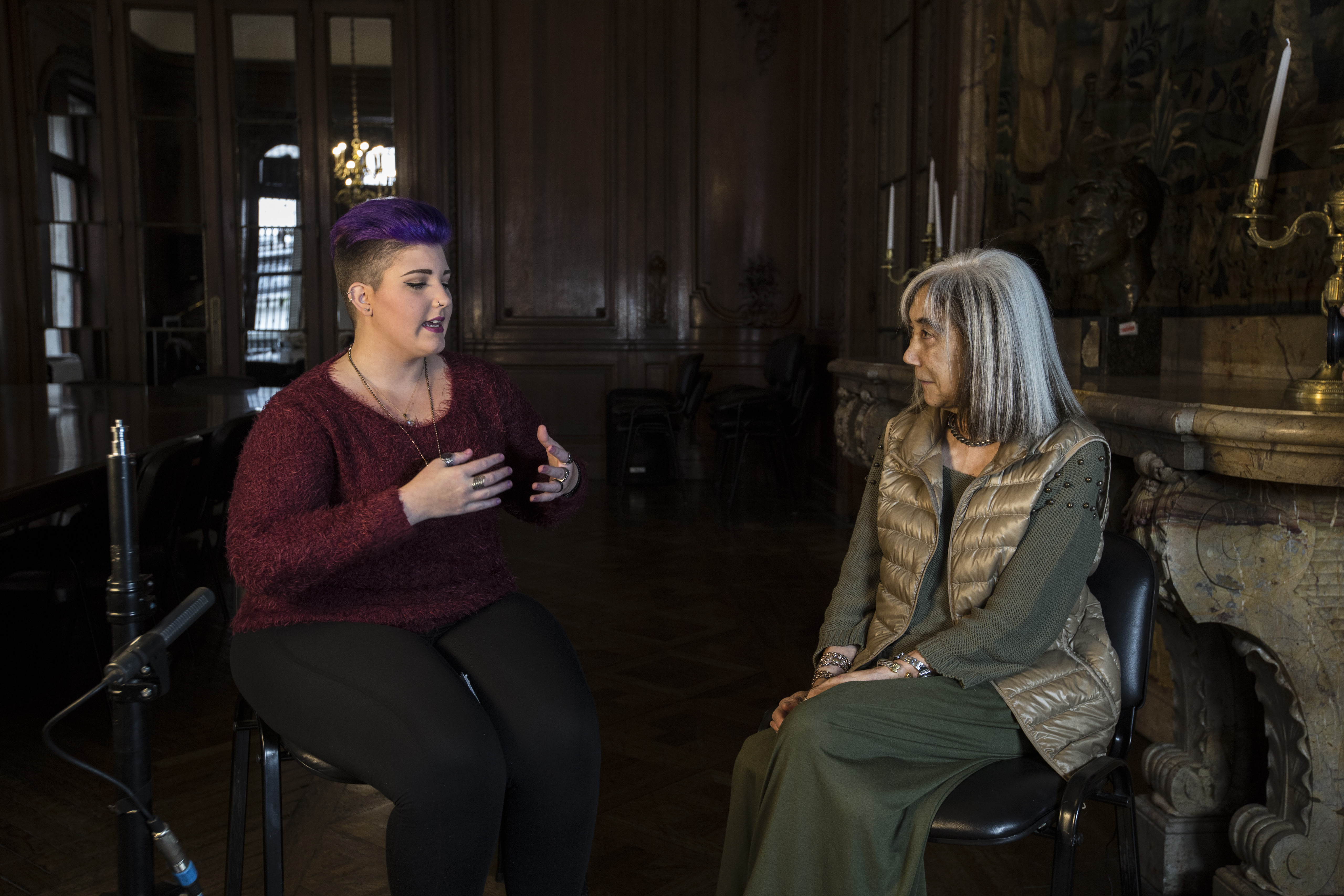
Booktuber Juli Ferraro entrevista María Kodama, esposa do escritor Jorge Luis Borges, em comemoração ao Dia do Leitor.

BookTube é um parte da comunidade do YouTube focada em livros. A comunidade atingiu, até o momento, centenas de milhares de espectadores em todo o mundo. 

## História
Embora não tenha uma origem exata, a comunidade BookTube começou por volta de 2010 e cresceu exponencialmente nos últimos anos. Christine Riccio (PolandBananasBooks) é frequentemente apontada como a pioneira do gênero e se tornou uma das primeiras booktubers a ganhar um grande número de seguidores.
Hoje, muitos canais têm milhares (e às vezes centenas de milhares) de assinantes. Os canais do BookTube existem globalmente em inglês, português do Brasil, italiano, francês e espanhol, entre outros idiomas.
Os booktubers costumam criar vídeos revisando e discutindo literatura para jovens adultos, mas outros gêneros, como clássicos, ficção científica, fantasia, ficção literária, literatura infantil, quadrinhos, romance e não ficção, também são abordados.

### Principaisbooktubers
Entre os que mais têm inscritos incluem-se: a brasileira Bel Rodrigues (belrodrigues), a brasileira Isabella Lubrano (Ler Antes de Morrer), a brasileira Tatiana Feltrin (tatianagfeltrin), a americana Cindy Pham (withcindy), a brasileira Pam Gonçalves (PamGonçalves), Victor Almeida (GeekFreak), Daniel Dornelas (DanielDornelas),  Ariel Bissett (ArielBissett), Christine Riccio (PolandBananasBooks), Kat O'Keefe (katytastic), Clau R. (ClauReadsBooks) e Jesse George (Jesse the Reader).

## Tipos de vídeos
Existem vários tipos diferentes de vídeos que o booktubers gravam. Alguns são resenhas (reviews), com ou sem spoilers, que detalham do que gostaram ou não gostaram em livros específicos. Os booktubers costumam fazer resenhas das Advanced Reader Copies (ARCs), que são fornecidas por editoras que desejam anunciar. Booktubers também fazem book hauls, em que discutem as suas compras após uma ida à livraria ou dão uma visão geral dos livros que adquiriram recentemente. Por outro lado, os unhauls são vídeos em que falam dos livros dos quais estão se desfazendo.
Outros tipos comuns de vídeos incluem:
- Tours pela prateleira, que mostram as suas estantes, geralmente descrevendo cada livro à medida que avança.[9]
- Readalongs, em que os booktubers escolhem um livro e incentivam o público a acompanhá-lo.[9]
- Vídeos TBR (to be read, a serem lidos). Ver seção "Vocabulário".
- Wrap-ups, que listam os livros lidos em um determinado período de tempo, normalmente uma semana, mês ou ano.[9]
- Tags, que consistem em uma série de perguntas ou desafios em torno de um tema que o booktuber responde e, em seguida, marca outros para responder.[9]
- Vídeos de discussão, que abordam temas de livros ou problemas que surgem na comunidade BookTube.[9]
- Colaborações, nas quais dois ou mais booktubers se juntam em um vídeo, geralmente jogando um jogo ou fazendo uma tag.[3]
- Entrevistas com autores.[9]

## Tradição e cultura
O BookTube, em vez de uma coleção de vídeos díspares, é frequentemente considerado uma comunidade de criadores e espectadores com sua própria cultura e com vocabulário próprio.

### Vocabulário (em inglês)

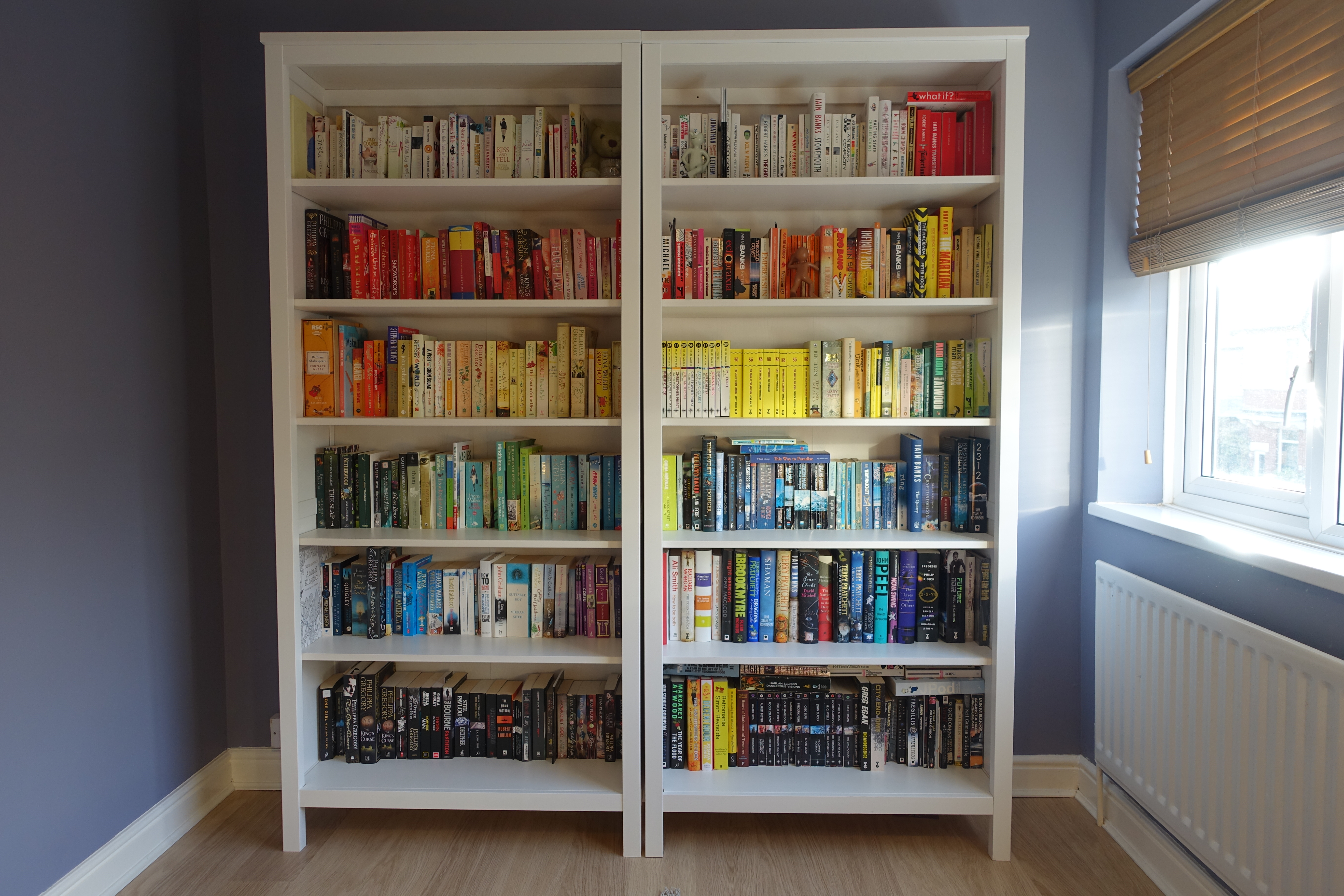
Uma shelfie mostrando a clássica estante de arco-íris, um dos cenários favoritos dos booktubers.

- TBR: to be read – a ser lido. Esse livro pode ser: o próximo livro a ser lido, todos os livros não lidos que o booktuber possui, ou livros que o Booktuber ainda não tem, mas que deseja ler.[9]

- DNF: did not finish – não terminei. Um livro que um booktuber decidiu não terminar de ler.[10]

- Shelfie: uma "selfie", de uma estante ou prateleira (shelf). Normalmente, prateleiras são organizadas especificamente em torno de algum tema.[11]
- ARC: advanced reader copy – cópia para o leitor avançado. Uma cópia de um livro ainda a ser publicado, fornecida gratuitamente pela editora para fins publicitários. O objetivo é promover um livro de boca em boca, oralmente, antes do lançamento.[10]
- Reading Slump: queda da leitura um período de tempo devido à falta de inspiração para ler.[12]
- Ship, ou Shipping: para apoiar ou endossar uma relação entre personagens fictícios[12]

### Tradições
- Readathon: um evento durante o qual os participantes leem juntos durante um período de tempo definido.
- Shout outs: em que se recomendam outros canais do BookTube em seus vídeos.
- NaNoWriMo: Muitos booktubers, que também são escritores ativos, tendem a participar desse desafio, durante o qual se tenta escrever um romance de 50.000 palavras no mês de novembro.
- Read-alongs: quando um booktuber vai ler um certo número de páginas por semana para que os espectadores possam acompanhar discutir.

### Booktuberse escritores
Muito do BookTube e sua cultura se sobrepõem à comunidade mais ampla de escritores do YouTube. É comum que Booktubers também sejam escritores, e seus vídeos podem incluir dicas sobre como escrever ou registros do autor. Booktubers individuais tiveram um impacto na comunidade ao escrever, publicar e promover seus próprios livros em seu canal.
Fora do YouTube, os Booktubers podem ser encontrados em convenções do YouTube e de livros, como a YallFest, BookCon, e VidCon.

## Nota
- Este artigo foi inicialmente traduzido, total ou parcialmente, do artigo da Wikipédia em inglês cujo título é «BookTube».